# Deutsche Cadre-47/2-Meisterschaft 1995/96
Die Deutsche Cadre-47/2-Meisterschaft 1995/96 ist eine Billard-Turnierserie und fand vom 15. bis zum 17. September 1995 in Duisburg zum 63. Mal statt.

## Geschichte
In der Deutschen Billard Zeitung (Billard Sport Magazin) gab es etwas mehr Informationen über Deutsche Meisterschaften. Nur von der Gruppenphase fehlten die Ergebnisse.
Thomas Nockemann verteidigte ungeschlagen seinen Titel aus dem Vorjahr. Ihre ersten Madaillen gewannen Arnd Riedel vom TV Askania Bernburg und Roger Liere von den Billardfreunden Emmerich.

## Modus
Gespielt wurde eine Vorrunde mit vier Gruppen à vier Spielern. Die Gruppensieger spielten im K.-o.-System den Sieger aus. Das ganze Turnier wurde bis 200 Punkte gespielt. Die Endplatzierung ergab sich aus folgenden Kriterien:
1. Matchpunkte
2. Generaldurchschnitt (GD)
3. Höchstserie (HS)

## Turnierverlauf

### Gruppenphase
| MP    | Match Points (Sieger = 2; Unentschieden = 1; Verlierer = 0) |
| Pkte. | Erzielte Karambolagen                                       |
| Aufn. | Benötigte Versuche                                          |
| GD    | Generaldurchschnitt                                         |
| BED   | Bester Einzeldurchschnitt eines Spielers                    |
| HS    | Höchstserie                                                 |
|       | Bester GD des Turniers                                      |
|       | Bester ED des Turniers                                      |
|       | Beste HS des Turniers                                       |
|       | 1. Platz (Gold)                                             |
|       | 2. Platz (Silber)                                           |
|       | 3. Platz (Bronze)                                           |

| Platz | Name             | MP  | Pkte. | Aufn. | GD    | BED   | HS  |
| ----- | ---------------- | --- | ----- | ----- | ----- | ----- | --- |
| 1     | Thomas Nockemann | 6:0 | 600   | 21    | 28,57 | 66,66 | 179 |
| 2     | Michael Heid     | 4:2 | 486   | 50    | 9,72  | 14,28 | 84  |
| 3     | Stefan Hetzel    | 2:4 | 555   | 48    | 11,56 | 11,11 | 82  |
| 4     | Stephan Vican    | 0:6 | 177   | 35    | 5,05  | –     | 26  |

| Platz | Name             | MP  | Pkte. | Aufn. | GD    | BED   | HS |
| ----- | ---------------- | --- | ----- | ----- | ----- | ----- | -- |
| 1     | Hans Wernikowski | 6:0 | 600   | 21    | 28,57 | 40,00 | 99 |
| 2     | Dirk Peßarra     | 4:2 | 462   | 35    | 13,20 | 22,22 | 76 |
| 3     | Carsten Raspel   | 2:4 | 414   | 48    | 8,62  | 7,69  | 60 |
| 4     | Frank Dietrich   | 0:6 | 342   | 45    | 7,60  | –     | 26 |

| Platz | Name             | MP  | Pkte. | Aufn. | GD    | BED   | HS |
| ----- | ---------------- | --- | ----- | ----- | ----- | ----- | -- |
| 1     | Roger Liere      | 6:0 | 600   | 38    | 15,79 | 25,00 | ?  |
| 2     | Carsten Lässig   | 4:2 | 495   | 20    | 24,75 | 33,33 | 78 |
| 3     | Wolfgang Matz    | 2:4 | 519   | 52    | 9,98  | 7,14  | 84 |
| 4     | Gerhard Schwartz | 0:6 | 409   | 46    | 8,89  | –     | 34 |

| Platz | Name               | MP  | Pkte. | Aufn. | GD    | BED   | HS |
| ----- | ------------------ | --- | ----- | ----- | ----- | ----- | -- |
| 1     | Arnd Riedel        | 6:0 | 600   | 36    | 16,66 | ?     | ?  |
| 2     | Axel Büscher       | 4:2 | 535   | 38    | 14,08 | 22,22 | 78 |
| 3     | Heinz Voßmerbäumer | 2:4 | 525   | 37    | 14,19 | 28,57 | 95 |
| 4     | Franzel Simon      | 0:6 | 315   | 27    | 1,67  | –     | 74 |

## Finalrunde
Legende: MP/Pkte./Aufn./ED/HS

|  | Halbfinale (200 Punkte)       | Halbfinale (200 Punkte) |                     |                      | Finale (200 Punkte) | Finale (200 Punkte) |
|  |                               |                         |                     |                      |                     |                     |
|  | Thomas Nockemann              | 2:0/200/6/33,33/141     |                     |                      |                     |                     |
|  | Roger Liere                   | 0:2/178/6/29,67/104     |                     |                      |                     |                     |
|  |                               |                         |                     |                      |                     |                     |
|  |                               |                         |                     |                      |                     |                     |
|  | Thomas Nockemann              | 2:0/200/10/20,00/66     |                     |                      |                     |                     |
|  |                               | Arnd Riedel             | 0:2/132/10/13,20/53 |                      |                     |                     |
|  |                               |                         |                     |                      |                     |                     |
|  | Spiel um Platz 3 (200 Punkte) |                         |                     |                      |                     |                     |
|  |                               |                         | Hans Wernikowski    | 0:2/44/10/4,40/13    |                     |                     |
|  | Hans Wernikowski              | 0:2/94/11/8,55/24       | Roger Liere         | 2:0/200/10/20,00/135 |                     |                     |
|  | Arnd Riedel                   | 2:0/200/11/18,18/75     |                     |                      |                     |                     |

### Abschlusstabelle
| MP    | Match Punkte (Sieger = 2; Unentschieden = 1; Verlierer = 0) |
| SV    | Satzverhältnis (nur bei Turnieren im Satzsystem)            |
| Pkte. | Erzielte Karambolagen                                       |
| Aufn. | benötigte Aufnahmen                                         |
| GD    | Generaldurchschnitt                                         |
| MGD   | Mannschafts-Generaldurchschnitt                             |
| BED   | Bester Einzeldurchschnitt eines Spielers                    |
| BEMD  | Bester Einzeldurchschnitt einer Mannschaft                  |
| BSD   | Bester Satzdurchschnitt eines Spielers                      |
| HS    | Höchstserie                                                 |
| WRP   | Weltranglistenpunkte                                        |

| Klassement                 | Klassement                     | Klassement | Klassement | Klassement | Klassement | Klassement | Klassement | Klassement | Klassement |
| Platz                      | Name                           | MP         | Pkte.      | Aufn.      | GD         | BED        | HS         |            |            |
| -------------------------- | ------------------------------ | ---------- | ---------- | ---------- | ---------- | ---------- | ---------- | ---------- | ---------- |
| 1                          | Thomas Nockemann (Marl)        | 10:0       | 1000       | 37         | 27,02      | 66,66      | 179        |            |            |
| 2                          | Arnd Riedel (Bernburg)         | 8:2        | 932        | 57         | 16,35      | 18,18      | 75         |            |            |
| 3                          | Roger Liere (Emmerich)         | 8:2        | 978        | 54         | 18,11      | 25,00      | 135        |            |            |
| 4                          | Hans Wernikowski (Herne)       | 6:4        | 738        | 45         | 16,40      | 40,00      | 99         |            |            |
| 5                          | Carsten Lässig (Coesfeld)      | 4:2        | 495        | 20         | 24,75      | 33,33      | 78         |            |            |
| 6                          | Axel Büscher (Coesfeld)        | 4:2        | 535        | 38         | 14,08      | 22,22      | 78         |            |            |
| 7                          | Dirk Peßarra (Wanne-Eickel)    | 4:2        | 462        | 35         | 13,20      | 22,22      | 76         |            |            |
| 8                          | Michael Heid (Frankfurt)       | 4:2        | 486        | 50         | 9,72       | 14,28      | 84         |            |            |
| 9                          | Heinz Voßmerbäumer (Duisburg)  | 2:4        | 525        | 37         | 14,19      | 28,57      | 95         |            |            |
| 10                         | Stefan Hetzel (Bottrop)        | 2:4        | 555        | 48         | 11,56      | 11,11      | 82         |            |            |
| 11                         | Wolfgang Matz (Hilden)         | 2:4        | 519        | 52         | 9,98       | 7,14       | 84         |            |            |
| 12                         | Carsten Raspel (Velbert)       | 2:4        | 414        | 48         | 8,62       | 7,69       | 60         |            |            |
| 13                         | Franzel Simon (Elversberg)     | 0:6        | 315        | 27         | 1,67       | –          | 74         |            |            |
| 14                         | Gerhard Schwartz (Merkstein)   | 0:6        | 409        | 46         | 8,89       | –          | 34         |            |            |
| 15                         | Frank Dietrich (Sondershausen) | 0:6        | 342        | 45         | 7,60       | –          | 26         |            |            |
| 16                         | Stephan Vican (Oberursel)      | 0:6        | 177        | 35         | 5,05       | –          | 26         |            |            |
| Turnierdurchschnitt: 13,17 |                                |            |            |            |            |            |            |            |            |